# Piper nebuligaudens
Piper nebuligaudens är en pepparväxtart som beskrevs av Truman George Yuncker. Piper nebuligaudens ingår i släktet Piper och familjen pepparväxter. Inga underarter finns listade i Catalogue of Life.